# Deres galambgomba
A deres galambgomba (Russula parazurea) az Agaricomycetes osztályának galambgomba-alkatúak (Russulales) rendjébe, ezen belül a galambgombafélék (Russulaceae) családjába tartozó, Eurázsiában és Észak-Amerikában honos, ehető gombafaj. Egyéb elnevezései: kékes galambgomba, kékeszöld galambgomba.

## Elterjedése és termőhelye
Eurázsiában, Észak-Afrikában és Észak-Amerikában honos. Magyarországon ritka.
Lomb- és fenyőerdőkben található meg, főleg tölgy, bükk vagy kéttűs fenyők alatt. Júniustól októberig terem. 
Ehető gomba.

## Megjelenése
A deres galambgomba kalapjának átmérője 3-6 (8) cm, alakja domború, öregen laposan, sőt középen kissé benyomottan kiterülhet. Felülete matt, fiatalon a száraz gomba feltűnően deres, penészesnek látszik (ez később lekopik). A kalapbőr a kalap feléig-háromnegyedéig lehúzható. Színe ibolyás-, zöldesszürke vagy szürkéskék, közepe idősen gyakran barnás- vagy rózsásokkeresen elszíneződik. Húsa fehér, fiatalon kemény, később megpuhul. Szaga és íze nem jellegezetes, lemezei kissé csípősek.
Sűrű, felkanyarodó lemezei fiatalon fehérek, később krémszínűek.
Spórapora krémszínű. Spórája ellipszis alakú, felülete majdnem teljesen hálózatosan rücskös, mérete 6-8,5 x 5-6,5 µm.
Tönkje 4-6 cm magas és 0,7-1,5 cm vastag. Alakja hengeres vagy töve felé kissé vékonyodó. Színe fehér, alján gyakran rozsdafoltos.

### Hasonló fajok
Hasonlít hozzá a papagáj-galambgomba, amely sérülésre vörösödik; az azúrkék galambgomba, melynek lemezei hófehérek vagy az acélkékes galambgomba, amelynek kalapja szürkés-, olívkékes, idősen gyakran fakósárgán foltos.

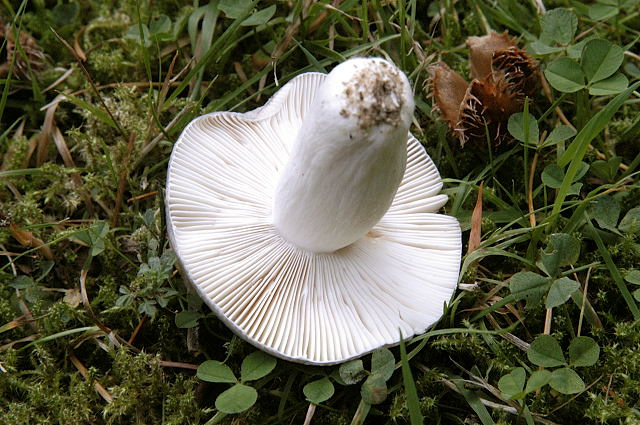
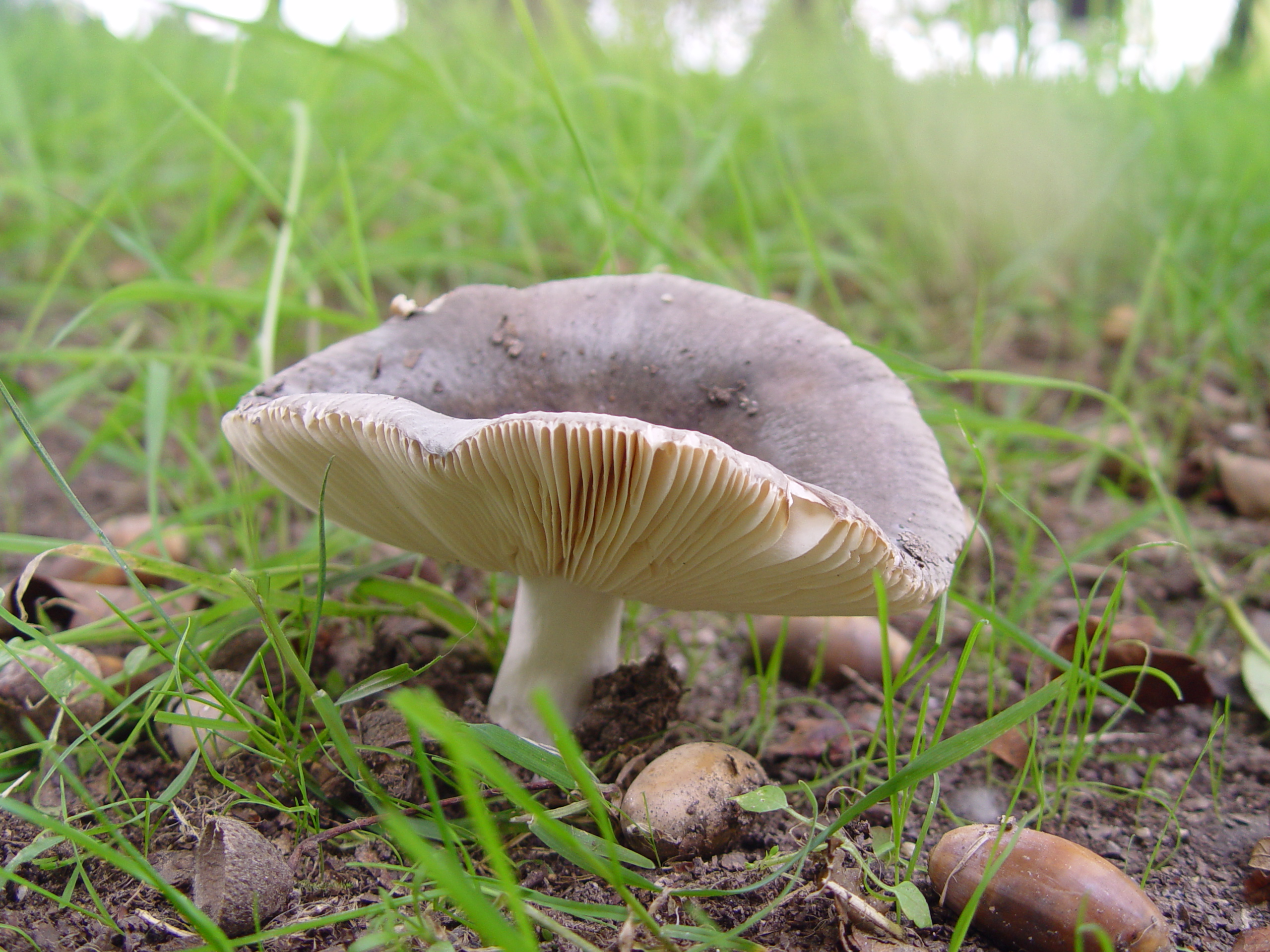
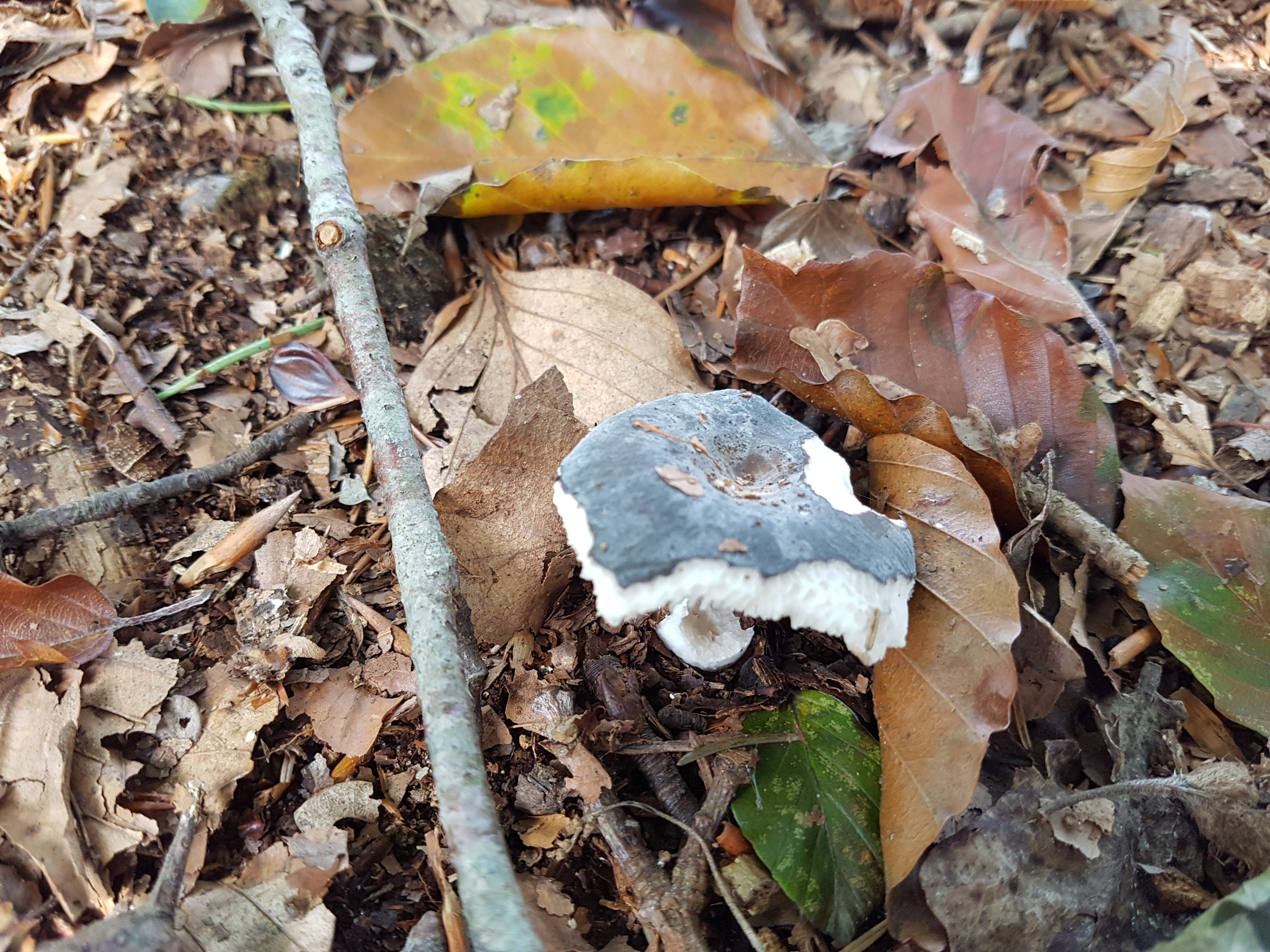